# إدسل فورد
إدسل براينت فورد (بالإنجليزية: Edsel Bryant Ford)‏ (6 نوفمبر 1893 - 26 مايو 1943) كان ابن كلارا جين براينت فورد والطفل المعترف به الوحيد من هنري فورد. حيث أصبح رئيس شركة فورد للسيارات من عام 1919 إلى وفاته في عام 1943. ورأسها من بعده ابنه الأكبر هنري فورد الثاني.

## روابط خارجية
- إدسل فورد على موقع الموسوعة البريطانية (الإنجليزية)
- إدسل فورد على موقع مونزينجر (الألمانية)
- إدسل فورد على موقع إن إن دي بي (الإنجليزية)
- موقع متحف إدسل وإليانور فورد «غوكلر بوينت» الرسمي.
- موقع متحف إدسل وإليانور فورد «هافن هيل» الرسمي.
- معهد ديترويت للفنون.
- إدسل فورد على موقع فايند أغريف